# Jean-Baptiste Boyer-Fonfrède

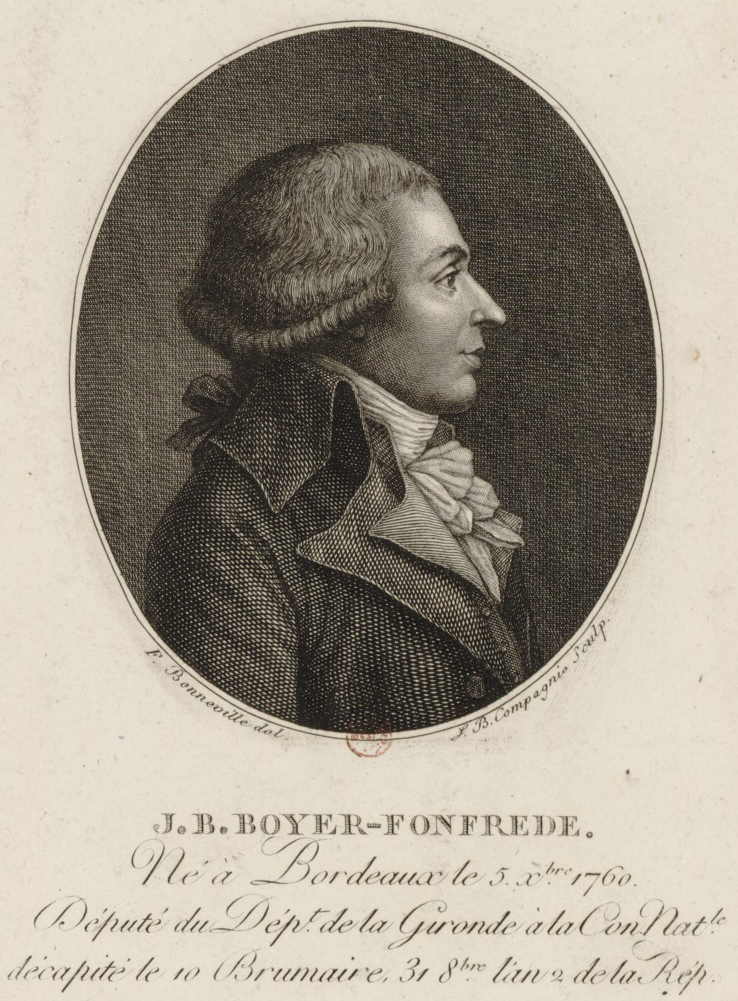
Boyer-Fonfrède
Grafik von François Bonneville

Jean-Baptiste Boyer-Fonfrède (* 1766 in Bordeaux; † 31. Oktober 1793 in Paris) war ein führender girondistischer Politiker der Französischen Revolution.
Der Spross einer der großen Handelsfamilien seiner Stadt wurde ebenfalls als Kaufmann ausgebildet und verbrachte einige Monate in den Niederlanden. Seine Familie besaß Zuckerrohrplantagen auf Santo Domingo und Schiffe und stand der Kaufmannsfamilie Journu nahe, deren bekannteste zeitgenössische Mitglieder Bernard Journu-Auber und Antoine-Auguste Journu d’Artiguevieille, Baron de Saint-Magne (1753–1794) waren.
Boyer-Fonfrède trat schon zu Beginn der Revolution in seiner Heimatstadt als Redner auf und profilierte sich, im Gegensatz zu seinem Herkunftsmilieu, als Gegner der Sklaverei. 1790 wurde er in die Freimaurerloge L’Amitíé aufgenommen. Als Mitglied des Nationalkonvents votierte er zwar für die Hinrichtung Ludwigs XVI., sprach aber gegen die Septembermassaker, das Revolutionstribunal und gegen Jean-Paul Marat.
Am 21. Mai 1793 wurde er in die ephemere Zwölferkommission gewählt und stimmte dort gegen den Haftbefehl gegen den linksrevolutionären Hébert, wofür ihm Marat dann Respekt zollte.
Letztlich wurde er auf Antrag von André Amar dem Revolutionsgericht ausgeliefert und hingerichtet.